# Notochodaeus maculatus
Notochodaeus maculatus är en skalbaggsart som beskrevs av Waterhouse 1875. Notochodaeus maculatus ingår i släktet Notochodaeus och familjen Ochodaeidae. Utöver nominatformen finns också underarten N. m. koreanus.